# Szlavuta

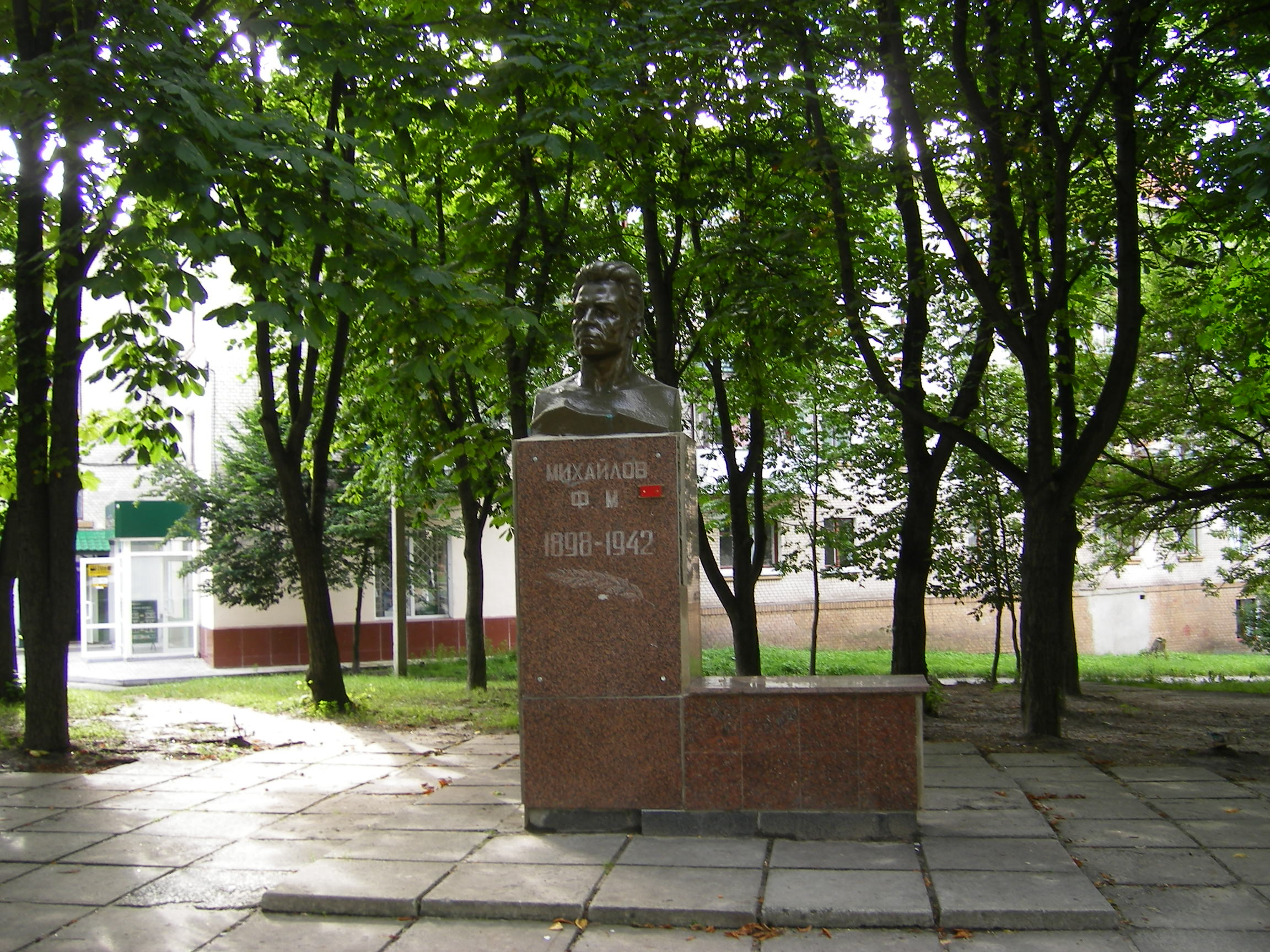
Mihajlov partizánvezér emlékműve Szlavutában

Szlavuta (ukránul: Славута, lengyelül Sławuta) járási jogú város Ukrajna Hmelnickiji területének északi részén, a Szlavutai járás székhelye. A 2001-es népszámláláskor 34,3 ezer lakosa volt. A területi székhelytől 123 km-re északra fekszik, a Horiny-folyó és a belé ömlő Utka  partján, hatalmas fenyőerdők övezik. Vasútállomás a Zdolbunyiv–Sepetyivka vonalon.

## Történelem
A települést 1633-ban alapították a korábban itt állt Derazsnja Volja falu helyén. Sokáig a Sanguszko-hercegek birtoka volt. 1754-ben kapta meg a magdeburgi városjogokat, 1793-ban Oroszországhoz került. A Sanguszko-család 1795-ben alapította az első textilüzemet. 1873-ban épült meg a vasút, 1905-ben 8 ezer lakosa volt. Fajanszgyárát 1903-ban alapították. 1918-1919-ben az Ukrán Népköztársaság hadseregének kezén volt, majd 1920-ban a Vörös Hadsereg foglalta el. 1923-ban járási székhely, 1938-ban várossá nyilvánították, majd 1978-ban járási jogú város lett. A német megszállás alatt a környező erdőségekben számottevő partizántevékenység folyt (melynek vezetője F.M. Mihajlov volt, akit 1942 augusztusában öltek meg a fasiszták). A váronak 1975-ben 28,4 ezer lakosa volt.

## Gazdaság
A város legnagyobb ipari üzeme az építőipari fajanszot előállító Sztrojfajansz. Vasbeton szerkezetek gyártása, üveggyártás, fafeldolgozó kombinát, papírgyár, textilipar (posztógyártás). Az M21-es főút biztosítja az összeköttetést Sepetyivkán (18 km) át Hmelnickijjel, valamint Osztrohon (27 km) át Rivnével (71 km). Észak-déli irányban főutak kötik össze Izjaszlavval (24 km) és Koreccel (51 km).

## Nevezetességek
A városközpontban kis mesterséges tó és a Kultúra és pihenés parkja (PKO) található. Emlékművet állítottak F.M. Mihajlovnak, Leninnek, valamint a sepetyivkai út melletti erdőben a második világháborúban itt meggyilkolt zsidóknak is. A Szt. Dóra-templom 1825-ben épült, a Rizdva Bohorodici-templom pedig 1819-ben.

## Külső hivatkozások
- Városi honlap (ukránul)
- Információs honlap (ukránul)